# Kotor (kommun)
Kotor (serbiska: Котор, albanska: Kotorri, serbiska: Општина Котор) är en kommun i Montenegro. Den ligger i den sydvästra delen av landet vid en vik av Adriatiska havet. Antalet invånare är 22 601. Arean är 335 kvadratkilometer.
Följande samhällen finns i kommunen Kotor, Risan och Perast.